# 9492 Veltman
9492 Veltman este un asteroid din centura principală de asteroizi.

## Descriere
9492 Veltman este un asteroid din centura principală de asteroizi. A fost descoperit pe 25 martie 1971 la Observatorul Palomar de Cornelis Johannes van Houten, Ingrid van Houten-Groeneveld și Tom Gehrels. Asteroidul prezintă o orbită caracterizată de o semiaxă mare de 2,18 ua, o excentricitate de 0,13 și o înclinație de 2,9° în raport cu ecliptica.